# Saeed-Ahmed Saeed
Saeed-Ahmed Saeed (arabisch سعيد أحمد سعيد; * 28. November 1967) ist ein Schachspieler aus den Vereinigten Arabischen Emiraten. Er trägt den FIDE-Titel eines Internationalen Meisters (IM) und erreichte im Januar 1986 mit 2435 Punkten seine höchste Elo-Zahl, die unverändert gilt, da Saeed seitdem keine Elo-gewertete Partie mehr gespielt hat.
Nachdem er sehr erfolgreich an mehreren Jugend- und Juniorenweltmeisterschaften teilgenommen hatte – unter anderem mit dem Sieg in der Klassifikation U 14 in Xalapa 1981 –, gewann er 1984 in Dubai die arabischen Meisterschaften. Wenig später spielte er im Rahmen der Qualifikation zur Schachweltmeisterschaft 1987 im Juni 1985 beim Interzonenturnier im mexikanischen Taxco de Alarcón. Dort belegte er mit 5½ Punkten aus 15 Partien (+4 =3 −8) den 15. und somit vorletzten Platz. Die arabischsprachigen Medien verliehen ihm den Spitznamen „Arabischer Computer“.
Saaed nahm mit der Mannschaft seines Heimatlandes an den Schacholympiaden 1980 in Valletta und 1984 in Thessaloniki teil. Er erreichte beide Male neun Punkte aus 14 Partien (+7 =4 −3), wobei er 1980 am zweiten und 1984 am ersten Brett spielte. Bereits 1979 nahm er mit der Mannschaft der Vereinigten Arabischen Emirate an der asiatischen Mannschaftsmeisterschaft in Singapur teil und erreichte am zweiten Brett 6 Punkte aus 8 Partien.